# Hasi Bahbah
Hasi Bahbah (arab. حاسي بحبح, fr. Hassi Bahbah) – miasto w Algierii, w prowincji Dżilfa. W 2008 roku liczyło 86 421 mieszkańców.